# Angst (Nits)
Angst (gestileerd in kleine letters als angst) is een studioalbum van Nits uit 2017. Nits nam het muziekalbum op in hun eigen geluidsstudio De Werf in Amsterdam. Nits legde vlak voor het verschijnen uit dat het helemaal niet in de bedoeling lag om met een album te komen. Een beetje samen spelen in hun repetitiehok De Werf leverde echter zoveel materiaal op dat haast vanzelf een album ontstond. Na het verschijnen van het album kwam een tournee op gang die met onderbrekingen tot eind 2018 doorliep. In het najaar van 2018 speelde Nits net als in de herfst van 2016 de voorstelling Ting! met het Scapino Ballet.

## Musici
- Henk Hofstede – zang, dulcimer, samples
- Robert Jan Stips – Kurzweilorgel en zang, tevens arrangementen voor strijkers (tracks 1, 3, 6, 7, 8 en 10)
- Rob Kloet – geprepareerde drumset en elektronica

Met
- Marieke Brokamp – viool en altviool
- Thijs Kramer – viool
- Marjolein van der Klauw – achtergrondzang (track 1, 7 en 10)

## Muziek
| Nr. | Titel                    | Duur |
| --- | ------------------------ | ---- |
| 1.  | Yellow socks & angst     | 4:37 |
| 2.  | Flowershop Forget-me-not | 4:06 |
| 3.  | Radio Orange             | 5:44 |
| 4.  | Lits-jumeaux             | 4:30 |
| 5.  | Two sisters              | 5:34 |
| 6.  | Pockets of rain          | 4:40 |
| 7.  | Along a German river     | 5:09 |
| 8.  | Cow with spleen          | 4:38 |
| 9.  | Breitner on a Kreidler   | 3:42 |
| 10. | Zündapp nach Oberheim    | 3:55 |

## Liedjes
Nits haalden met dit album jeugdherinneringen op uit de tijd van vlak na de Tweede Wereldoorlog met al haar angsten en de daarop volgende angst voor het uitbreken van een kernoorlog dan wel Derde Wereldoorlog. De Nits hielden de thematiek klein. Zo gaat Yellow sock & angst deels over de oma van Henk, die sokken en een trui voor haar kleinzoon breide in de vrees dat haar kleinzoon het koud zou krijgen tijdens een reis in Scandinavië ("my grandson is going to the north with his band"). Het is de tijd van Rudy Carell op de televisie. Radio Orange gaat over Radio Oranje (er zijn samples te horen) en de situatie in en vlak na de Tweede Wereldoorlog, waarbij een van de moeders op dag van de bevrijding ziek onder de dekens in bed kruipt; de ellende is eindelijk voorbij. Cow with spleen gaat over de figuurlijk laatste koe na de Tweede Wereldoorlog, die eenzaam in de wei staat en last heeft van spleen, voordat zij op het bord eindigt ("I’m on the table"). De laatste track laat de overgang zien van bromfietsjeugd naar muzikant; de Zündapps en Kreidlers worden ingeruild tegen synthesizers van Oberheim, Korg en ARP. In Lits-jumeaux is een bed geplaatst naast de dunne scheidslijn/muur tussen goed en slecht. Aan de ene kant een bij de Hofstedes ondergedoken jongetje, dat zijn Davidster niet meer moet dragen in een huis met een poster van een Amerikaanse militair die reclame maakt voor Coca-Cola en aan de andere kant een jongetje binnen NSB-familie met een zwart shirt, SS- en Swastikatekens op de mouwen en nieuwe knopen en een portret van Adolf Hitler aan de muur.

## Ontvangst
Muziekcritici waren zoals gebruikelijk bij albums van Nits lovend. Dit vertaalde zich niet naar verkoopcijfers. Het album stond slechts een week in de album Top 100 (plaats 40). In de Vlaamse variant stond het ook een week (plaats 159 van 200). 